# Безверхий, Виктор Николаевич
Ви́ктор Никола́евич Безве́рхий (псевдонимы Дед и Остромысл; 17 сентября 1930 — 30 сентября 2000) — сторонник неонацизма, один из первых идеологов «русского ведизма» (направления славянского неоязычества, которое может рассматриваться как часть родноверия). В 1986 году основал «Общество волхвов» («Союза волхвов»). В 1990 году на базе последнего основал общество «Союз венедов» и стал его руководителем. Кандидат философских наук.

## Биография
Окончил Высшее военно-морское училище имени Фрунзе.
В 1967 году в ЛГУ имени А. А. Жданова защитил диссертацию на соискание учёной степени кандидата философских наук по теме «Антропологические взгляды немецких философов конца XVIII века». Затем преподавал марксизм-ленинизм в ЛГУ и ряде других учебных заведений.
В декабре 1988 года получил предупреждение от КГБ о недопустимости распространения фашизма и организации боевых групп по типу штурмовых отрядов.
В 1986 году в Ленинграде Безверхим было создано неформальное «Общество волхвов», принимавшее участие в Национально-демократической партии. В 1989 году от последней была отделена Русская народная партия, в результате раскола которой в 1990 году создан «Союз венедов» в качестве «историко-культурологического общества хлеборобов», управляемого Вечем и Думой.
В 1992 году предстал перед судом за издание книги Адольфа Гитлера «Майн кампф» по подозрению в разжигании межнациональной розни, однако дело было прекращено в связи с отсутствием состава преступления. Экспертиза публикаций Безверхого, которую осуществляли Виктор Козлов и Надежда Лебедева из ИЭА РАН вызывала скандал, поскольку оправдывала его откровенно антисемитские и нацистские высказывания.
В 1995 году за употребление слова «жид» вновь был привлечён к уголовной ответственности, но не был осуждён.

## Взгляды
Безверхий почитал Гитлера и Гиммлера. В узком кругу своих учеников он пропагандировал расовые и антисемитские теории, призывая к избавлению человечества от «неполноценного потомства», возникающего вследствие межрасовых браков. Таких «неполноценных людей» он называл «ублюдками», относил к ним «жидов, индийцев или цыган и мулатов» и считал, что они мешают обществу достичь социальной справедливости. В возрасте 51 года он принёс клятву «посвятить всю свою жизнь борьбе с иудейством — смертельным врагом человечества». Текст этой клятвы, написанной кровью, был обнаружен у него при обыске в 1988 году. Безверхий разработал теорию «ведизма», согласно которой, в частности: «В случае победы фашизма все народы будут просеяны через сито определения расовой принадлежности, арийцы будут объединены, азиатские, африканские и индейские элементы поставлены на свое место, а мулаты — ликвидированы за ненадобностью».
Считал человеческую историю «историей, прежде всего, белых людей», создателей культуры и культуртрегеров. Основной ствол «белых людей», по его мнению, представляла следующая преемственность: шумеры, хетто-троянцы, этруски, скифы, сарматы, русские. В далёкую эпоху ареал славян охватывал масштабную территорию вплоть до Китая.
Учение Безверхого было изложено им в серии статей в журнале «Союза венедов» «Родные просторы» за 1993 год. В его центре «ведическое мировоззрение», то есть «система взглядов на мир, представление о природе, которую человек непрерывно познает, и об обществе как о справедливом устройстве отношений людей в процессе их жизнедеятельности». Принципы «ведической концепции» сформулированы так:

1. Почитать и сохранять Природу, жить в соответствии с её требованиями, познавать законы её саморазвития, приумножать научное ведание. Решительно отвергать всякую религию, всякую веру в сверхприродное.
2. Сохранять генофонд, соблюдать чистоту крови. Решительно отвергать любые концепции интернационализма.
3. Бороться за социальную справедливость в человеческом обществе полноценных тружеников и необходимых материальных и духовных благ, за справедливое руководство всеми народами мира (на основе накопленного исторического опыта).
4. Решительно отвергать лживые концепции о равенстве всех людей, о неизбежности борьбы классов в пределах единокровного народа, о праве на господство одних народов над другими (христианство, маркс-ленинизм, национализм)

## Сочинения
- Безверхий В. Н. Андриан Зосимов. — М.: Воениздат, 1957. — 48 с. — (Моряки-герои гражданской войны).
- Безверхий В. Н. Антропология. — СПб.: Кооператив «Волхв», 1992. — (Волхв : Журн. венедов / Учредитель - кооператив «Волхв» ; Вып. 3 (6)) — (Волхвы)).
- Безверхий В. Н. Волхвы. Философия истории. — СПб.: Кооператив «Волхв», 1993. — 107 с. — (Волхв : Журн. венедов Прил. к газ. «Родные просторы» / Учредитель: Кооператив «Волхв» ; № 1 (7)).
- Безверхий В. Н. Волхвы. История религии. — СПб.: Кооператив «Волхв», 1994. — 138 с. — (Волхв : Журн. венедов Прил. к газ. «Родные просторы» / Учредитель: Кооператив «Волхв» ; № 2 (9)).
- Безверхий В. Н. Социология : Учение о человеке как обществ. существе. — СПб.: Кооператив «Волхв», 1996. — 108 с. — (Волхв : Журн. венедов Прил. к газ. "Род. просторы" ; 1 (13). (Волхвы. Книга волхвов; 8)).
- Безверхий В. Н. История религии. — М.: Витязь, 1998. — 137 с. — ISBN 5-86523-036-0.